# العلاقات الكويتية النيوزيلندية
العلاقات الكويتية النيوزيلندية هي العلاقات الثنائية التي تجمع بين الكويت ونيوزيلندا.

## مقارنة بين البلدين
هذه مقارنة عامة ومرجعية للدولتين:
| وجه المقارنة                                              | الكويت        | نيوزيلندا                                              |
| --------------------------------------------------------- | ------------- | ------------------------------------------------------ |
| المساحة (كم2)                                             | 17.82 ألف     | 268.02 ألف                                             |
| عدد السكان (نسمة)                                         | 4.14 مليون    | 4.24 مليون                                             |
| الكثافة السكانية (ن./كم²)                                 | 232.32        | 15.82                                                  |
| العاصمة                                                   | مدينة الكويت  | ويلينغتون، أوكلاند                                     |
| اللغة الرسمية                                             | اللغة العربية | لغة إنجليزية، اللغة الماورية، لغة الإشارة النيوزيلندية |
| العملة                                                    | دينار كويتي   | دولار نيوزيلندي، الجنيه النيوزيلندي                    |
| الناتج المحلي الإجمالي (بليون دولار)                      | 120.13 مليار  | 205.85 مليار                                           |
| الناتج المحلي الإجمالي (تعادل القوة الشرائية) بليون دولار | 290.53 مليار  |                                                        |
| الناتج المحلي الإجمالي الاسمي للفرد دولار أمريكي          | 29.30 ألف     |                                                        |
| الناتج المحلي الإجمالي للفرد دولار أمريكي                 | 73.25 ألف     |                                                        |
| مؤشر التنمية البشرية                                      | 0.816         | 0.914                                                  |
| رمز المكالمات الدولي                                      | +965          | +64                                                    |
| رمز الإنترنت                                              | .kw           | .nz                                                    |
| المنطقة الزمنية                                           | ت ع م+03:00   | ت ع م+13:00، ت ع م+12:00                               |

## منظمات دولية مشتركة
يشترك البلدان في عضوية مجموعة من المنظمات الدولية، منها:
| علم المنظمة | اسم المنظمة                               | تاريخ انضمام الكويت | تاريخ انضمام نيوزيلندا |
| ----------- | ----------------------------------------- | ------------------- | ---------------------- |
|             | المنظمة الهيدروغرافية الدولية             | ?                   | ?                      |
|             | الاتحاد البريدي العالمي                   | ?                   | ?                      |
|             | يونسكو                                    | 18 نوفمبر 1960      | 4 نوفمبر 1946          |
|             | البنك الدولي للإنشاء والتعمير             | 13 سبتمبر 1962      | 31 أغسطس 1961          |
|             | منظمة التجارة العالمية                    | ?                   | ?                      |
|             | وكالة ضمان الاستثمار متعدد الأطراف        | 12 أبريل 1988       | 22 أبريل 2008          |
|             | الاتحاد الدولي للاتصالات                  | 14 أغسطس 1959       | 3 يونيو 1878           |
|             | منظمة الشرطة الجنائية الدولية             | ?                   | ?                      |
|             | مؤسسة التمويل الدولية                     | 13 سبتمبر 1962      | 31 أغسطس 1961          |
|             | الأمم المتحدة                             | 14 مايو 1963        | 24 أكتوبر 1945         |
|             | مؤسسة التنمية الدولية                     | 13 سبتمبر 1962      | 1 أكتوبر 1974          |
|             | منظمة حظر الأسلحة الكيميائية              | ?                   | ?                      |
|             | المركز الدولي لتسوية المنازعات الاستشارية | 4 مارس 1979         | 2 مايو 1980            |

## وصلات خارجية
- موقع وزارة الخارجية الكويتية
- موقع وزارة الخارجية النيوزيلندية